# نیرا-الا
نیرا-الا (به لاتین: Nira-ella) یک منطقهٔ مسکونی در سری‌لانکا است که در استان مرکزی (سری‌لانکا) واقع شده‌است.